# Čapljina
Čapljina is een stad en gemeente in Bosnië en Herzegovina. Het ligt in het kanton Herzegovina-Neretva in de Federatie van Bosnië en Herzegovina. Čapljina ligt aan de Kroatische grens, een kleine 20 kilometer van de Adriatische Zee.

## Demografie

### 1971
23.459 totaal
- Kroaten - 12.603 (53,72%)
- Bosniakken - 6.781 (28,90%)
- Serven - 3.672 (15,65%)
- Joegoslaven - 193 (0,82%)
- Overig - 210 (0,91%)

### 1991
In 1991 had de gemeente 37854 inwoners, waaronder:
- Kroaten - 15007 (53,80%)
- Bosniakken - 7717 (27,90%)
- Serven - 3770 (13,50%)
- Joegoslaven - 1018 (3,60%)
- Overig - 342 (1,2%)

De stad zelf had 27510 inwoners, waarvan: 41,2% Kroaten, 31,6% Bosniakken, 17,1% Serven, 9,3% Joegoslaven en 0,8% overig. De Bosniakken en Serven waren tijdens de oorlog verjaagd en nu is de grote meerderheid van de stad en gemeente Kroatisch.
Plaatsen in de gemeente Čapljina:
- Bajovci
- Bivolje Brdo
- Bobanovo selo
- Crnići
- Čapljina
- Čeljevo
- Doljani
- Domanovići
- Dračevo
- Dretelj
- Dubravica
- Gabela
- Gabela Polje
- Gnjilišta
- Gorica
- Grabovina
- Hotanj
- Jasenica
- Klepci
- Lokve
- Modrič
- Opličići
- Počitelj
- Prćavci
- Prebilovci
- Sjekose
- Stanojevići
- Struge
- Svitava
- Ševaš Njive
- Šurmanci
- Šuškovo
- Tasovčići
- Trebižat
- Višići
- Zvirovići

## Over Čapljina
De rivier Neretva stroomt door deze gemeente en de Adriatische Zee in, net over de Kroatische grens. Het kenmerk van de stad is een standbeeld van Koning Tomislav. De kerk van St. Francis van Assisi is ook erg bekend.
De gemeente heeft een rijke archeologische geschiedenis en ongerepte wildernis, en er komen ook steeds meer toeristen naar dit gebied. In deze gemeente ligt ook het Hutovo Blato Park, dat een van plekken is met de meest diverse vogelsoorten van Europa. De Kroatische stad Metković ligt net over de Kroatische grens, en er zijn vele links tussen deze twee steden door het aanleggen van de nieuwe Čapljina Internationale Snelweg.

## Geschiedenis
Er is niet veel bekend over deze stad, behalve dat het opgericht is door de Romeinen 5 A.D., waar het ook zijn naam aan te danken heeft. De naam van de stad is nog steeds hetzelfde als 2000 jaar geleden.
In de Tweede Wereldoorlog pleegde de Ustašabeweging bruut geweld in Čapljina en omliggende dorpen, zoals genoemd worden in het Kroatische nationalistische lied Jasenovac i Gradiška stara.
Sinds de Tweede Wereldoorlog is het een belangrijke route en railtransportlink, dat de rest van Bosnië en Herzegovina verbindt met de haven van Ploče in Kroatië. Tijdens de Bosnische Oorlog, was de stad overgenomen door de Kroaten die de niet-Kroatische bevolking verdreven en concentratiekampen opzetten voor Bosniakken.
Tijdens de zomer van 2007 hebben bosbranden ernstige schade veroorzaakt in plattelandsgebieden van de gemeente.

## Sport
In Čapljina zijn er voetbal, basketbal, handbal, volleybal en bocce sportclubs.

### Clubs
- HNK Čapljina is een voetbalclub die vroeger Borac heette. Čapljina heeft een stadion waar 5000 mensen in passen.
- NK GOŠK Gabela is ook een voetbalclub die bekendstaat als de Blauwe Leeuwen, uit het dorp Gabela.
- HKK Caplijna Lasta is een basketbalclub.

## Geboren
- Slobodan Praljak (1945–2017), militair
- Vladimir Jelčić (1968), handballer
- Nino Bule (1976), voetballer
- Nikica Jelavić (1985), voetballer
- Josip Šutalo (2000), voetballer

Federatie van Bosnië en Herzegovina:

Banovići · Bihać · Bosanska Krupa · Bosanski Petrovac · Bosansko Grahovo · Breza · Bugojno · Busovača · Bužim · Čapljina · Cazin · Čelić · Centar · Čitluk · Drvar · Doboj Istok · Doboj Jug · Dobretići · Domaljevac-Šamac · Donji Vakuf · Foča-Ustikolina · Fojnica · Glamoč · Goražde · Gornji Vakuf-Uskoplje · Gračanica · Gradačac · Grude · Hadžići · Ilidža · Ilijaš · Jablanica · Jajce · Kakanj · Kalesija · Kiseljak · Kladanj · Ključ · Konjic · Kreševo · Kupres · Livno · Ljubuški · Lukavac · Maglaj · Mostar · Neum · Novi Grad · Novo Sarajevo · Novi Travnik · Odžak · Olovo · Orašje · Pale-Prača · Posušje · Prozor-Rama · Ravno · Sanski Most · Sapna · Široki Brijeg · Srebrenik · Stari Grad · Stolac · Teočak · Tešanj · Tomislavgrad · Travnik · Trnovo · Tuzla · Usora · Vareš · Velika Kladuša · Visoko · Vitez · Vogošća · Zavidovići · Zenica · Žepče · Živinice

De hoofdstad Sarajevo bestaat uit de gemeenten Centar, Novi Grad, Novo Sarajevo en Stari Grad.
Servische Republiek:

Banja Luka · Berkovići · Bijeljina · Bileća · Bosanska Kostajnica · Brod · Bratunac · Čajniče · Čelinac · Derventa · Doboj · Donji Žabar · Foča · Gacko · Gradiška · Han Pijesak · Istočni Drvar · Istočna Ilidža · Istočni Mostar · Istočno Novo Sarajevo · Istočno Sarajevo · Istočni Stari Grad · Jezero · Kalinovik · Kneževo · Kozarska Dubica · Kotor Varoš · Krupa na Uni · Srpski Kupres · Laktaši · Ljubinje · Lopare · Milići · Modriča · Mrkonjić Grad · Nevesinje · Novi Grad · Osmaci · Oštra Luka · Pale · Pelagićevo · Petrovac · Petrovo · Prijedor · Prnjavor · Ribnik · Rogatica · Rudo · Šamac · Šekovići · Šipovo · Sokolac · Srbac · Srebrenica · Teslić · Trebinje · Trnovo · Ugljevik · Ustiprača · Višegrad · Vlasenica · Vukosavlje · Zvornik